# John Vizcaíno
John Darío Vizcaíno Piedra (Limón, 2 de septiembre de 1994) es un futbolista costarricense. Juega como delantero y actualmente milita en Limón Black Star de la Segunda División de Costa Rica

## Debut en Primera División
Debutó el 12 de enero de 2014 en un partido en el que Limón igualó 0 x 0 ante el Santos de Guápiles en el estadio Ebal Rodríguez. Allí ingresó de cambio al minuto 68' por Mayron George.

## Clubes
| Club                              | País       | Año           |
| --------------------------------- | ---------- | ------------- |
| Limón FC                          | Costa Rica | 2014 - 2015   |
| Selección de Osa                  | Costa Rica | 2015 - 2019   |
| Asociación Deportiva Guanacasteca | Costa Rica | 2019 - 2020   |
| Municipal Turrialba               | Costa Rica | 2020          |
| Limón FC                          | Costa Rica | 2021          |
| Guadalupe FC                      | Costa Rica | 2021          |
| ADR Jicaral                       | Costa Rica | 2022          |
| Turrialba FC                      | Costa Rica | 2022 - 2023   |
| Limón Black Star                  | Costa Rica | 2024 - actual |